# Cryptococcus victoriae
Cryptococcus victoriae är en svampart som beskrevs av M.J. Montes, Belloch, Galiana, M.D. García, C. Andrés, S. Ferrer, Torr.-Rodr. & J. Guinea 1999. Cryptococcus victoriae ingår i släktet Cryptococcus och familjen Tremellaceae.   Inga underarter finns listade i Catalogue of Life.